# Dambocistikola
Dambocistikola (Cisticola dambo) är en fågel inom familjen cistikolor inom ordningen tättingar. Den förekommer i våtmarker i sydcentrala Afrika. Beståndet anses vara livskraftigt.

## Utseende och läte
Dambocistikolan är en liten cistikola som är ljus och beigefärgad undertill och mörk på ryggen. Hjässan, nacken och ryggen är kraftigt streckad. Arten är mycket lik knäppcistikola och ljuskronad cistikola, men har längre stjärt än båda och olikt ljuskronad cistikola även streckad hjässa. Den liknar även grässångaren och ökencistikolan, men lätet skiljer sig och den är även mörkare på ryggen. Sången består av nasala toner.

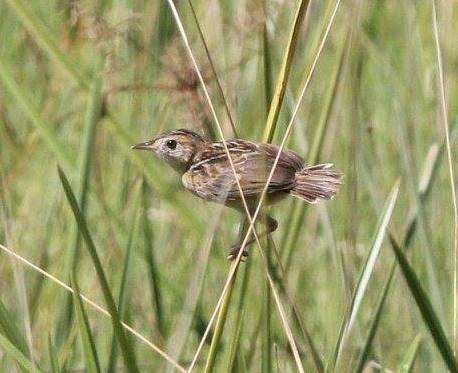
Dambocistikola vid källan till floden Cuanavale i Angola.

## Utbredning och systematik
Dambocistikola förekommer i sydcentrala Afrika. Den delas in i två underarter med följande utbredning:
- Cisticola dambo dambo – förekommer i sydöstra Gabon, nordöstra Angola, södra Demokratiska republiken Kongo och nordvästra Zambia
- Cisticola dambo kasai – förekommer i södra Demokratiska republiken Kongo (nordvästra Kasai)

### Familjetillhörighet
Cistikolorna behandlades tidigare som en del av den stora familjen sångare (Sylviidae). Genetiska studier har dock visat att sångarna inte är varandras närmaste släktingar. Istället är de en del av en klad som även omfattar timalior, lärkor, bulbyler, stjärtmesar och svalor. Idag delas därför Sylviidae upp i ett antal familjer, däribland Cisticolidae.

## Levnadssätt
Dambocistikolan hittas i läckagezoner från säsongsmässigt fuktiga gräsmarker, intill men i våtare områden än knäppcistikolan men undvikande säsongsmässigt översvämmade miljöer som ljuskronad cistikola frekventerar. Till skillnad från andra små cistikolor saknar den en egentlig spelflykt. Sången avges istället från en låg sittplats, som en termitstack eller ett grässtrå, bara tillfälligtvis i flykten och då endast på låg höjd i jämnhöjd med intilliggande gräs.

## Status
Arten har ett stort utbredningsområde och beståndet anses stabilt. Internationella naturvårdsunionen IUCN listar den därför som livskraftig (LC).

## Namn
Dambo kallas en viss typ av våtmarker i södra och östra Afrika, framför allt Zambia och Zimbabwe, oftast på högplatåer med mycket nederbörd.